# SNCF BB 12000 sorozat

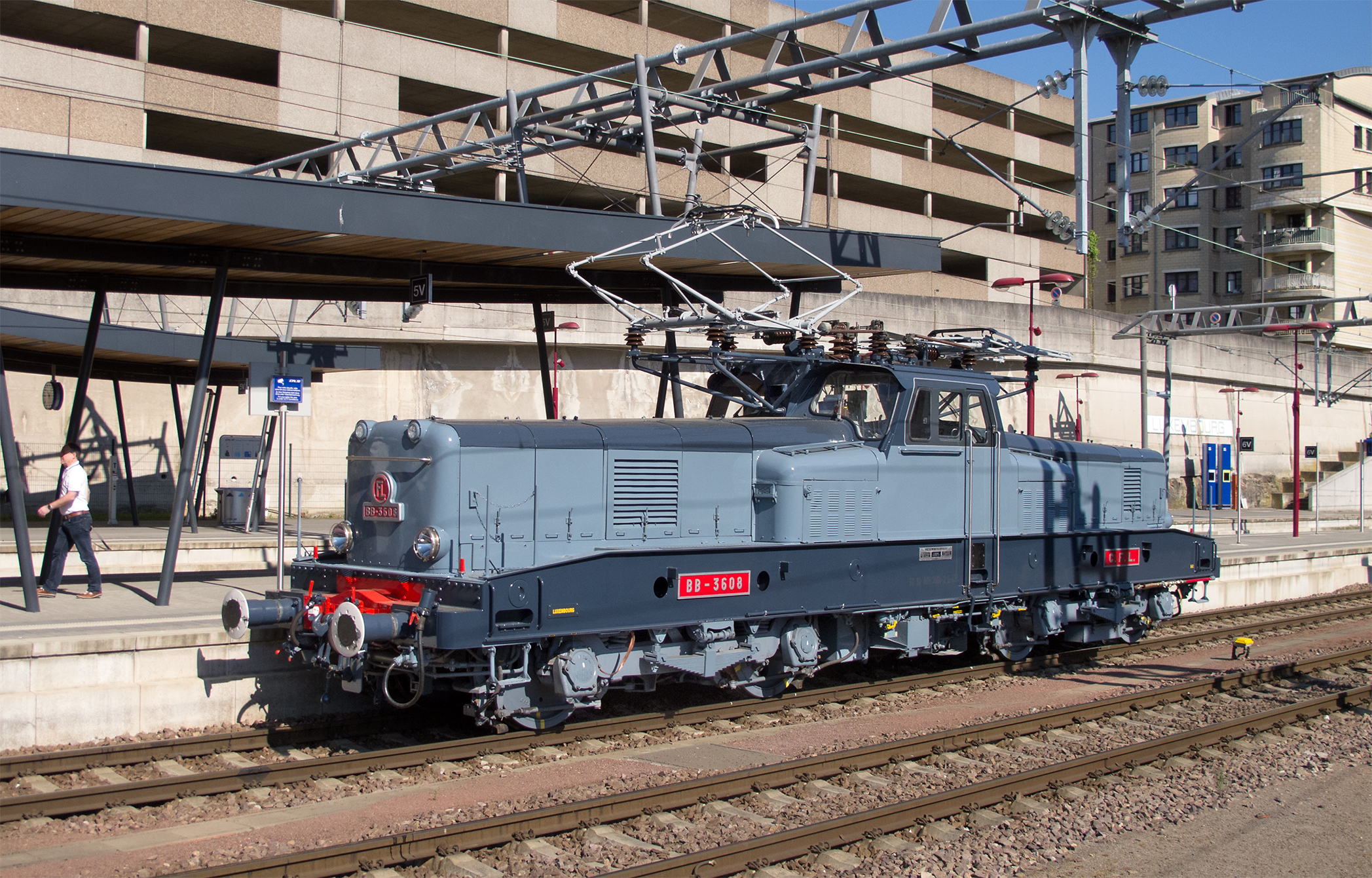
A luxemburgi változat, a CFL 3600 sorozat

Az SNCF BB 12000 sorozat egy francia Bo'Bo' tengelyelrendezésű, 25 kV 50 Hz AC áramrendszerű villamosmozdony-sorozat volt. 1954 és 1961 között gyártotta a Le Matériel de Traction Électrique (MTE). Az SNCF 2000-ben selejtezte a sorozatot. Luxemburgban mint CFL 3600 sorozat ismert.
Az első példányok a 25 kV-os, 50 Hz-cel villamosított vonalakon közlekedtek az északkelet-franciaországi Houillères de Lorraine szénbányáihoz.

## Története
A BB 12001 1954. július 17-én érkezett Mohonba. Először a Valenciennes–Lumes-vasútvonalon próbálták ki, a specifikáció szerint egy olyan mozdonyt kellett választani, amely képes volt 750 tonnás vonatokat vontatni 10‰-es emelkedőn. A 12000 sorozat több mint alkalmasnak bizonyult, 1100 tonnás, majd 1400 tonnás vonatokat húzott. A BB 12006 egy másik fogaskerékrendszert használva 2000 tonnás vonatokat is képes volt elvontatni.
A 12000-esek jól integrálódtak az SNCF CC 14100 sorozatába. Az SNCF 148 ilyen típusú mozdonyt birtokolt, és további 20 darabot szállítottak a luxemburgi Société Nationale des Chemins de Fer Luxembourgeois-nak, mint  CFL 3600 sorozat, amelyek élettartama hosszabb volt, mint francia társaiké: az utolsó példányokat 2005 márciusában vonták ki a forgalomból, addigra már csak tolatási és helyi vonati szolgálatokat teljesítettek.
Két figyelemre méltó mozdony, nevezetesen a BB 12131 és a BB 12141 Romániába került, ahol 1963. április 30. és 1963. június 30. között rövid ideig használták őket. A Román Vasutaknál 1963. június 9-én, Brassó és Predeál között vontatták az első villamos vontatású próbavonatot, amelyen Gheorghe Gheorghiu-Dej is jelen volt.

## Műszaki részletek
Minden mozdony 84 tonnát nyomott. Egyenirányítóként ignitronokat használtak. A graduátor és a transzformátor után az egyfázisú áramot nyolc ignitron egyenirányítja, amelyek sorba kötött villanymotorokat táplálnak. A simító fojtók "hullámos" áramot eredményeztek, amelyet a motorok jól fogadtak. A mozdonyok lassan és simán indultak a nedves síneken. A villanymotorok nagyon nagy, 1800 amperes túlterhelési áramot bírnak el, ami jóval meghaladja az 1000 amperes tervezési értéket. Nagyon kevés kerékcsúszást szenvedtek; 10‰-os emelkedőn 1756 tonnás vonatokat, 5‰-es emelkedőn pedig 2885 tonnás vonatokat tudtak vontatni.
A mozdonyoknak kevés hibájuk volt, amelyek közül egyik sem az elektromos alkatrészekkel volt kapcsolatos. Szűk fülkékkel rendelkeztek, rosszul fékeztek és nem tudtak többrészes szerelvényként működni.